# Rothesay Open 2023 - Qualificazioni singolare femminile
Le qualificazioni del singolare del Rothesay Open 2022 sono state un torneo di tennis preliminare per accedere alla fase finale della manifestazione. Le vincitrici dell'ultimo turno sono entrate di diritto nel tabellone principale. In caso di ritiro di una o più giocatrici aventi diritto, a queste sono subentrate le Lucky loser, ossia le giocatrici che hanno perso nell'ultimo turno ma che avevano una classifica più alta rispetto alle altre partecipanti che avevano comunque perso nel turno finale.

## Teste di serie
1. Elizabeth Mandlik (qualificata)
2. Sofia Kenin (primo turno)
3. Viktorija Golubic (spostata nel tabellone principale)
4. Simona Waltert (primo turno)
5. Harriet Dart (qualificata)
6. Dajana Jastrems'ka (primo turno)

1. Olivia Gadecki (qualificata)
2. Elena-Gabriela Ruse (ultimo turno)
3. Darija Snihur (ultimo turno, lucky loser)
4. Heather Watson (qualificata)
5. Marcela Zacarías (primo turno)
6. Katrina Scott (primo turno)

### Qualificate
1. Elizabeth Mandlik
2. Sonay Kartal
3. Heather Watson

1. Olivia Gadecki
2. Harriet Dart
3. Emily Appleton

### Lucky loser
1. Darija Snihur

## Tabellone

### Legenda
| - Q = Qualificato - WC = Wild card - LL = Lucky loser | - ALT = Alternate - SE = Special Exempt - PR = Protected Ranking | - w/o = Walkover - r = Ritirato - d = Squalificato |

### Sezione 1
|  | Primo turno | Primo turno       | Primo turno       | Primo turno | Primo turno |  |  | Ultimo turno | Ultimo turno      | Ultimo turno | Ultimo turno | Ultimo turno |  |
|  |             |                   |                   |             |             |  |  |              |                   |              |              |              |  |
|  | 1           | Elizabeth Mandlik | Elizabeth Mandlik | 6           | 6           |  |  |              |                   |              |              |              |  |
|  |             | Iryna Šymanovič   | Iryna Šymanovič   | 4           | 4           |  |  | 1            | Elizabeth Mandlik | 6            | 2            | 7            |  |
|  | WC          | Naiktha Bains     | Naiktha Bains     | 2           | 4           |  |  | 9            | Darija Snihur     | 2            | 6            | 5            |  |
|  | 9           | Darija Snihur     | Darija Snihur     | 6           | 6           |  |  |              |                   |              |              |              |  |

### Sezione 2
|  | Primo turno | Primo turno         | Primo turno         | Primo turno | Primo turno |  |  | Ultimo turno | Ultimo turno        | Ultimo turno        | Ultimo turno | Ultimo turno |  |
|  |             |                     |                     |             |             |  |  |              |                     |                     |              |              |  |
|  | 2           | Sofia Kenin         | Sofia Kenin         | 2           | 6           |  |  |              |                     |                     |              |              |  |
|  |             | Sonay Kartal        | Sonay Kartal        | 6           | 7           |  |  |              | Sonay Kartal        | Sonay Kartal        | 6            | 7            |  |
|  |             | Joanna Garland      | Joanna Garland      | 4           | 60          |  |  | 8            | Elena-Gabriela Ruse | Elena-Gabriela Ruse | 2            | 5            |  |
|  | 8           | Elena-Gabriela Ruse | Elena-Gabriela Ruse | 6           | 7           |  |  |              |                     |                     |              |              |  |

### Sezione 3
|  | Primo turno | Primo turno    | Primo turno    | Primo turno | Primo turno |  |  | Ultimo turno | Ultimo turno   | Ultimo turno   | Ultimo turno | Ultimo turno |  |
|  |             |                |                |             |             |  |  |              |                |                |              |              |  |
|  | Alt         | Asia Muhammad  | 7              | 4           | 2           |  |  |              |                |                |              |              |  |
|  | WC          | Amelia Rajecki | 62             | 6           | 6           |  |  | WC           | Amelia Rajecki | Amelia Rajecki | 3            | 2            |  |
|  |             | Sophie Chang   | Sophie Chang   | 3           | 3           |  |  | 10           | Heather Watson | Heather Watson | 6            | 6            |  |
|  | 10          | Heather Watson | Heather Watson | 6           | 6           |  |  |              |                |                |              |              |  |

### Sezione 4
|  | Primo turno | Primo turno     | Primo turno     | Primo turno | Primo turno |  |  | Ultimo turno | Ultimo turno    | Ultimo turno | Ultimo turno | Ultimo turno |  |
|  |             |                 |                 |             |             |  |  |              |                 |              |              |              |  |
|  | 4           | Simona Waltert  | Simona Waltert  | 63          | 1           |  |  |              |                 |              |              |              |  |
|  |             | Arina Rodionova | Arina Rodionova | 7           | 6           |  |  |              | Arina Rodionova | 6            | 5            | 3            |  |
|  |             | Lizette Cabrera | Lizette Cabrera | 5           | 3           |  |  | 7            | Olivia Gadecki  | 2            | 7            | 6            |  |
|  | 7           | Olivia Gadecki  | Olivia Gadecki  | 7           | 6           |  |  |              |                 |              |              |              |  |

### Sezione 5
|  | Primo turno | Primo turno      | Primo turno     | Primo turno | Primo turno |  |  | Ultimo turno | Ultimo turno | Ultimo turno | Ultimo turno | Ultimo turno |  |
|  |             |                  |                 |             |             |  |  |              |              |              |              |              |  |
|  | 5           | Harriet Dart     | Harriet Dart    | 6           | 6           |  |  |              |              |              |              |              |  |
|  |             | Maddison Inglis  | Maddison Inglis | 3           | 4           |  |  | 5            | Harriet Dart | Harriet Dart | 6            | 6            |  |
|  | WC          | Eden Silva       | 6               | 1           | 6           |  |  | WC           | Eden Silva   | Eden Silva   | 0            | 4            |  |
|  | 11          | Marcela Zacarías | 2               | 6           | 1           |  |  |              |              |              |              |              |  |

### Sezione 6
|  | Primo turno | Primo turno        | Primo turno        | Primo turno | Primo turno |  |  | Ultimo turno | Ultimo turno    | Ultimo turno    | Ultimo turno | Ultimo turno |  |
|  |             |                    |                    |             |             |  |  |              |                 |                 |              |              |  |
|  | 6           | Dajana Jastrems'ka | Dajana Jastrems'ka | 2           | 4           |  |  |              |                 |                 |              |              |  |
|  |             | Emiliana Arango    | Emiliana Arango    | 6           | 6           |  |  |              | Emiliana Arango | Emiliana Arango | 1            | 1            |  |
|  | WC          | Emily Appleton     | 4                  | 7           | 6           |  |  | WC           | Emily Appleton  | Emily Appleton  | 6            | 6            |  |
|  | 12          | Katrina Scott      | 6                  | 64          | 3           |  |  |              |                 |                 |              |              |  |